# طالش‌محله‌فتوک
طالش محله فتوک، روستایی از توابع بخش مرکزی شهرستان رامسر در استان مازندران در ایران است.

## جمعیت
این روستا در دهستان سخت‌سر قرار دارد و براساس سرشماری مرکز آمار ایران در سال ۱۳۸۵، جمعیت آن ۹۴۹ نفر (۲۷۰خانوار) بوده است.